# 6 Grupa Artylerii
6 Grupa Artylerii (6 GA) – oddziały i pododdziały artylerii organicznej wielkich jednostek piechoty i kawalerii oraz artylerii Odwodu Naczelnego Wodza stacjonujące na terenie Okręgu Korpusu Nr VI i podporządkowane dowództwu 6 Grupy Artylerii.
6 Grupa Artylerii została utworzona w terminie do 15 stycznia 1929 na podstawie rozkazu L. 1019/Org. ministra spraw wojskowych z dnia 31 grudnia 1928. Proces formowania grupy zakończony został w marcu tego roku. Dowództwo grupy powstało na bazie dotychczasowego 6 Okręgowego Szefostwa Artylerii.
Minister spraw wojskowych rozkazem B. Og. Org. 403 Tjn. Org. II, ogłoszonym 18 maja 1929, wydzielił 1 pułk artylerii górskiej ze składu 10 Grupy Artylerii i wcielił do 6 Grupy Artylerii.

## Organizacja 6 Grupy Artylerii w 1939
- Dowództwo 6 Grupy Artylerii we Lwowie

artyleria ONW:
- 6 pułk artylerii ciężkiej we Lwowie
- 1 pułk artylerii motorowej w Stryju

artyleria wielkich jednostek:
- 5 Lwowski pułk artylerii lekkiej we Lwowie
- 11 Karpacki pułk artylerii lekkiej w Stanisławowie (I dywizjon w Kołomyi)
- 12 Kresowy pułk artylerii lekkiej w Złoczowie (I dywizjon w Tarnopolu)
- 6 dywizjon artylerii konnej w Stanisławowie
- 13 dywizjon artylerii konnej w Kamionce Strumiłowej
- dywizjon artylerii lekkiej KOP „Czortków”

## Dowódcy grupy
- gen. bryg. Mikołaj Majewski (III 1929 - 1930)
- płk art. Leopold Cehak (I 1930 - 14 III 1932)
- płk art. Karol Nowak (do 1939 → dowódca artylerii Armii „Karpaty”)